# Rosanna Fratello
Rosanna Fratello, née Alda Fratello à San Severo (province de Foggia) le 26 mars 1951 , est une chanteuse et actrice italienne.

## Biographie
Rosanna Fratello devient connue en 1969 quand elle prend part au Festival de Sanremo avec la chanson Il treno. Elle obtient son premier succès commercial avec la chanson Non sono Maddalena.
En 1971, elle débute comme actrice dans Sacco et Vanzetti et reçoit un Ruban d'argent (Nastro d'Argento) comme meilleure nouvelle actrice pour son interprétation de Rosa Sacco.
En 1972, elle sort son plus grand succès, Sono una donna, non sono una santa. Les années suivantes, elle s'essaie dans différents styles comme le disco, la musique folk et l'Italo disco, mais ne réussit plus à répéter ce succès. En 1985, Fratello participe au projet musical Ro.Bo.T. (it) avec Bobby Solo et Little Tony.
Rosanna Fratello participe en 1994 au Festival de San Remo avec le supergroupe Squadra Italia.

## Filmographie
- 1971 : Sacco et Vanzetti de Giuliano Montaldo : Rosa Sacco
- 1973 : La mano nera d'Antonio Racioppi : Angela
- 1976 : La legge violenta della squadra anticrimine de Stelvio Massi : Nadia
- 2013 : Rush de Ron Howard (bande son avec Sono Una Donna, Non Sono Una Santa)

## Participations au Festival de Sanremo
- 1969 : Il Treno
- 1970 : Ciao Anni Verdi
- 1971 : Amsterdam
- 1974 : Un po' di coraggio
- 1975 : Va speranza va
- 1976 : Il mio primo rossetto
- 1994 : Una vecchia canzone italiana avec le groupe Squadra Italia

## Discographie

### Albums
- 1970 : Rosanna (Ariston Records (it)-AR/Lp 11010)
- 1971 : La ragazza del Sud, (Ariston Records : AR/Lp 12051)
- 1972 : Hits, (Ariston Records : AR/Lp 12092)
- 1973 : Sono nata in un paese molto lontano (Dischi Ricordi-SMRL 6102)
- 1974 : Canti e canzoni dei nostri cortili, (Ricordi-SMRL 6136)
- 1975 : Tanghi e valzer di casa mia, (Ricordi-SMRL 6143)
- 1975 : Musiche di casa nostra, (Ricordi-SMRL 6161)
- 1976 : Vacanze, (Ariston Records-AR Lp 12291)
- 1980 : Mediterraneo (Balance records- BLN 46501)
- 1985 : Robot – Le più belle canzoni di Sanremo (Five Record)
- 1987 : Robot – Cantando cantando (Five Record)
- 1990 : Rosanna ieri, Rosanna domani (Carrere Records-CAR 117)
- 1994 : Stammi vicino (Top Records- 16632 0001-2)
- 1998 : Sono una donna non sono una santa : Il meglio (Mr Music)
- 2011 : Tre rose rosse (Azzurra Music (nl)-TBP11593)

### Disques
- 1969 : Il treno/La nostra città (Ariston Records : AR 0307)
- 1969 : Lacrime nel mare/Dove finisce il mare (Ariston Records-AR 0314)
- 1969 : Non sono Maddalena/La vita è rosa (Ariston Records-AR 0330)
- 1969 : Piango d'amore/La nostra città (Ariston Records-AR 0441)
- 1970 : Il mio sguardo è uno specchio/Pane e gioventù (Ariston Records : AR 0346)
- 1970 : Ciao anni verdi/Il foulard blu (Ariston Records-AR 0352)
- 1970 : Una rosa e una candela/Io non so dirti di no (Ariston Records-AR 0361)
- 1970 : Io canto per amore/Avventura a Casablanca (Ariston Records-AR 0371)
- 1971 : Amsterdam/Non fa niente (Ariston Records-AR 0500)
- 1971 : Un rapido per Roma/Mi guardo intorno (Ariston Records-AR 0513)
- 1971 : Sono una donna, non sono una santa/Vitti 'na crozza (Ariston Records-AR 0527)
- 1972 : Smetti di piovere/Il cielo dell'amore (Ariston Records-AR 0526)
- 1972 : Io ti amo alla mia maniera/Vivere insieme (Ariston Records-AR 0540)
- 1972 : Sant'Antonio nel deserto/Lu polverone (Ariston Records-AR 0562)
- 1972 : Lu forestiero dorme la notte sull'aia/Pellegrinaggio a Montevergine (Ariston Records-AR 0563)
- 1972 : Lu pete di San Gabriele/Vola, vola, vola (Ariston Records-AR 0563)
- 1972 : L'amore è un marinaio/Prigioniero (Dischi Ricordi-SRL 10668)
- 1972 : Amore di gioventù/Via del mercato (Dischi Ricordi-SRL 10679)
- 1972 : Figlio dell'amore/Stasera tu ed io (Dischi Ricordi-SRL 10686)
- 1973 : Calavrisella/Ciuri, ciuri (Dischi Ricordi-SRL 10691)
- 1973 : Nuvole bianche/Amore vecchio stile (Dischi Ricordi-SRL 10693)
- 1974 : Un po' di coraggio/Piano piano piano (Dischi Ricordi-SRL 10716)
- 1974 : Caro amore mio/Che strano amore (Dischi Ricordi-SRL 10716)
- 1975 : Va' speranza va'/Qualcosa di te (Dischi Ricordi-SRL 10752)
- 1975 : Il bimbo/Amore come pane (Ariston Records-AR 00683)
- 1975 : Amore bianco/Povera cocca (Ariston Records-AR 00683)
- 1976 : Il mio primo rossetto/Pazza io (Ariston Records-AR 00724)
- 1976 : Vacanze/La strada di casa (Ariston Records-AR 00737)
- 1977 : Listen/Sempre sola (Baby Records-BR 035)
- 1978 : Quando una donna tace è sempre un angelo/Ragazzino ragazzino (Baby Records-BR 070)
- 1980 : Per un uomo che va/Ma quando penso (Balance Records-BLN 46001)
- 1981 : Schiaffo/Piacere mi chiamo amore (Durium (it)-LD AI 8110)
- 1982 : Se t'amo t'amo/Duello (Durium-LD AI 8136)
- 1982 : Al cuore bang bang/Smania (Durium-LD AI 8156)
- 1984 : La carovana/Sola (Panarecord-P 7329)
- 1985 : Mi innamoro sempre/El parasol (Disques Ricordi-SIR 20227)
- 1986 : Ma in fondo l'Africa non è lontana/Io non m'innamoro più (Five Record)
- 1986 : Amore scusami/La lontananza (Five Record-FM 13150 )